# Nirvana (альбом Kazka)
| Оценки критиков | Оценки критиков |
| Источник        | Оценка          |
| --------------- | --------------- |
| InterMedia      | [ 1 ]           |

«NIRVANA» — второй студийный альбом украинской группы KAZKA, выпущенный 27 декабря 2019 года под лейблом mamamusic.

## Описание
Альбом был записан на студии звукозаписи Iksiy Music в Киеве и состоит из десяти композиций. В июне 2019 года «Пісня сміливих дівчат» стала первым синглом из альбома, а также песни «Палала», «Твоєї крові», «Колишні», «Грай», «Літаки» и «Мало» были изданы синглы в поддержку альбома. Музыкальными продюсерами альбома выступили Юрий Никитин и Андрей Уренёв. Слова и музыку написали Сергей Ермолаев (Ранов), Андрей Игнатченко, Сергей Локшин, Ярина Сизык, Александра Зарицкая и Екатерина Офлиян.
На премии YUNA 2021 они получили номинацию «Лучший саундтрек» и «Лучший альбом».

## Список песен
| №                   | Название                | Текст песни            | Музыка                             | Длительность |
| ------------------- | ----------------------- | ---------------------- | ---------------------------------- | ------------ |
| 1.                  | «Випадок?»              | С. Локшин, А. Зарицкая | С. Ермолаев А. Игнатченко          | 4:33         |
| 2.                  | «Колишні»               | С. Локшин, Я. Сизык    | С. Ермолаев А. Игнатченко Я.Сизык  | 3:36         |
| 3.                  | «Zemna»                 | С. Локшин, Я. Сизык    | С. Ермолаев А. Игнатченко          | 2:46         |
| 4.                  | «Палала»                | С. Локшин, Я. Сизык    | С. Ермолаев А. Игнатченко Я.Сизык  | 3:17         |
| 5.                  | «Мало»                  | E. Офлиян              | С. Ермолаев А. Игнатченко          | 3:52         |
| 6.                  | «Літаки»                | C.Локшин               | С. Ермолаев А. Игнатченко          | 3:11         |
| 7.                  | «Твоєї крові»           | С. Локшин, Я. Сизык    | С. Ермолаев А. Игнатченко Я. Сизык | 3:10         |
| 8.                  | «Чутки»                 | С. Локшин              | С. Ермолаев А. Игнатченко          | 3:07         |
| 9.                  | «Грай»                  | С. Локшин, Я. Сизык    | С. Ермолаев А. Игнатченко          | 3:23         |
| 10.                 | «Пісня сміливих дівчат» | С. Локшин              | С. Ермолаев А. Игнатченко          | 3:06         |
| Общая длительность: | Общая длительность:     | Общая длительность:    | Общая длительность:                | 34:00        |

## Музыкальные видео
1. «Палала» — реж. Алан Бадоев
2. «Літаки» — реж. Станислав Тиунов
3. «Пісня сміливих дівчат» — реж. Саванна Сетен
4. «Мало» — реж. Игорь Стеколенко